# Gilles Li Muisis
Gilles Li Muisis, auch Gilles Le Muiset (* 1272 in Tournai, heute Belgien; † 15. Oktober 1352 ebenda) war ein französischer Mönch, Chronist und Dichter.
Er ist bekannt unter folgenden Namen bzw. Schreibweisen: Aegidius Li Muisis, Aegidius Mucidus, Aegidius Le Muisit, Aegidius LeMuisit, Gilles LiMuisis, Gilles LeMiusit,  Gilles Muisit, Gillion le Muisit, Gilles Le Muizet, Gilles de Muisis, Gilles le Morveux, Gilles de Saint-Martin de Tournai oder Gillon le Muisi.

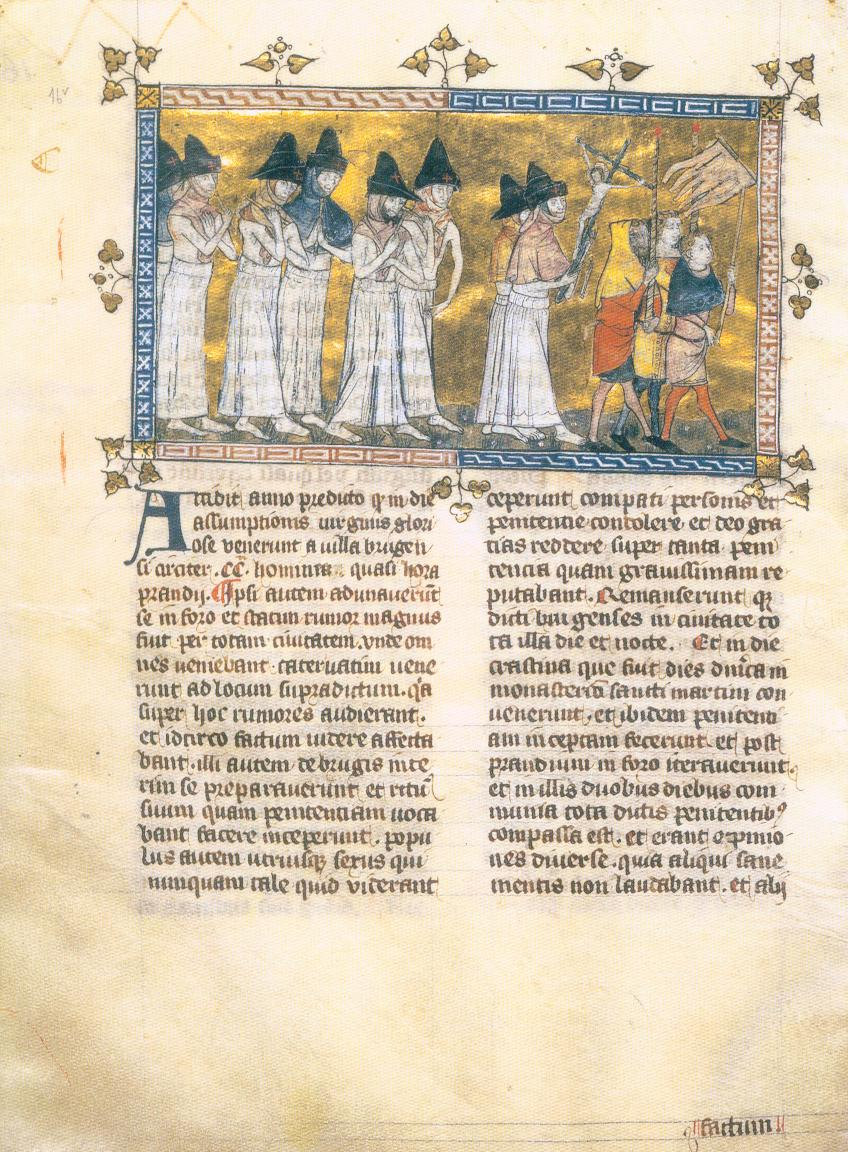
Zeitgenössische Darstellung einer Flagellantengruppe aus den Chroniken des Gilles Li Muisis um 1350, fol. 16v Bibliothèque Royale de Belgique, Brüssel.

## Leben
Gilles Li Muisis trat 1289 in das Benediktinerkloster St. Martin in Tournai ein und wurde 1327 dort zum Prior ernannt. Sein Ordensname lautete Bruder Aegidius (lat. Aegidius = franz. Gilles). Am 30. April 1331 wurde er zum Abt des Klosters ernannt. Gilles verfasste in lateinischer Sprache die Chroniken Chronicon majus und Chronicon minus, welche sich mit der Geschichte der Welt von der Schöpfung bis zum Jahr 1349 befassen. Ein anderer Schreiber führte die Chroniken bis zum Tod Gilles im Jahr 1352 fort. Sie gelten als wichtiges Zeugnis für die Geschichte Nordfrankreichs und Flanderns für die erste Hälfte des 14. Jahrhunderts und wurden von Joseph-Jean De Smet (1794–1877) in dessen Werk Corpus chronicorum Flandriae veröffentlicht.
Bekannt ist seine übertriebene Schilderung der Kölner Judenpogrome in der Bartholomäusnacht 1349, wonach in dieser Nacht 25.000 Juden abgeschlachtet worden sein sollten. Seine Darstellung prägte den Begriff „Judenschlacht“ für die Ereignisse jener Nacht.
Aus der Feder Gilles stammen des Weiteren einige Gedichte in tournaier Mundart, die von Baron Joseph Kervyn de Lettenhove im 19. Jahrhundert herausgegeben wurden.

## Werke
- Chronica Aegidii li Muisis, hrsg. von Joseph-Jean De Smet in: Corpus chronicorum Flandriae, Band 2. Brüssel 1841, Textarchiv – Internet Archive.
- Chronique et annales de Gilles le Muisit. Abbé de Saint-Martin de Tournai (1272–1362), hrsg. von Henri Lemaître, Paris 1905, Textarchiv – Internet Archive.
- Poésies de Gilles li Muisis. Publ. pour la 1. fois d’après le ms. de Lord Ashburnham, hrsg. von Kervyn de Lettenhove, 2 Bände, Louvain 1882; Digitalisate: Bände 1 – Internet Archive und 2 – Internet Archive